# Eumecosoma hirsutum
Eumecosoma hirsutum är en tvåvingeart som beskrevs av Hermann 1912. Eumecosoma hirsutum ingår i släktet Eumecosoma och familjen rovflugor. Inga underarter finns listade i Catalogue of Life.